# Allodiplogaster colobocerca
Allodiplogaster colobocerca (syn. Diplenteron colobocercus) is een rondwormensoort. De wetenschappelijke naam van de soort is voor het eerst geldig gepubliceerd in 1964 door Andrássy.